# قزاق رادیوسی
قزاق رادیوسی (انگلیسی: Qazaq Radiosy) شرکت دولتی رسانه‌ای قزاقستانی است، که در سال ۱۹۲۱ تأسیس شد.